# Wojciech Jedziniak
Wojciech Jedziniak (ur. 16 października 1987 w Szczecinie) – polski piłkarz ręczny, prawoskrzydłowy, od 2010 zawodnik Pogoni Szczecin.
Wychowanek Kusego Szczecin, w którym grał przez pięć lat. W latach 2003–2006 był uczniem i zawodnikiem SMS-u Gdańsk.
W latach 2006–2010 był graczem Śląska Wrocław, w którego barwach w sezonie 2006/2007 zadebiutował w Ekstraklasie. W 2010 przeszedł do Pogoni Szczecin, z którą przez pierwsze dwa sezony grał w I lidze, a później w Superlidze (od 2012). W październiku 2015 wystąpił w przegranym dwumeczu z węgierskim Csurgói KK w 2. rundzie Pucharu EHF, w którym rzucił dwie bramki.
W listopadzie 2013 wystąpił w trzech meczach reprezentacji Polski B podczas towarzyskiego turnieju w Wągrowcu (zdobył w nich trzy bramki). W październiku 2014 rozegrał kolejne trzy spotkania w kadrze B (turniej w Pleszewie), rzucając w nich osiem goli, w tym cztery w meczu z Luksemburgiem B (36:30).